# (59096) 1998 WT3
1998 دابليو تي 3 (ويعرف أيضًا باسم (59096) 1998 دابليو تي 3 وفق تسمية الكوكب الصغير) (بالإنجليزية: 1998 WT3)‏ هو كويكب ضمن حزام الكويكبات؛ وترتيبه 59096 من حيث الاكتشاف.
اكتُشف هذا الجُرم الفلكي بواسطة هيروشي كانيدا في 18 نوفمبر 1998.

## وصلات خارجية
- (59096) 1998 WT3 في قاعدة بيانات مختبر الدفع النفاث لأجرام النظام الشمسي الصغيرة

- الاكتشاف · مخطط المدار ·  العناصر المدارية · المعلمات المادية

- (59096) 1998 WT3 على موقع ويكي سكاي: DSS2, SDSS, GALEX, IRAS, Hydrogen α, X-Ray, Astrophoto, Sky Map, Articles and images